# Hydrolienne
Une hydrolienne est un moyen de production d'électricité (sous-marin ou à flot) qui utilise l'énergie cinétique des courants marins ou fluviaux. Elle est souvent équipée d'une turbine hydraulique fonctionnant comme une éolienne utilisant l'énergie cinétique du vent, mais des dispositifs oscillants peuvent aussi transformer cette énergie en électricité.
La transformation de l'énergie cinétique de l'eau en mouvement en énergie mécanique est convertie en énergie électrique grâce à un alternateur. Les machines peuvent prendre les formes les plus variées allant du gros générateur de plusieurs mégawatts immergé en profondeur dans des emplacements à très forts courants de marée au micro-générateur flottant équipant des petits courants de rivière.
Dans les années 2005-2010, la volonté de  développer les énergies renouvelables met un coup de projecteur sur les énergies marines et sur l’énergie hydrolienne. La maturité technique du secteur s'affirme et les investissements financiers se mettent en place. Soutenues par des politiques institutionnelles volontaristes, des études techniques et environnementales sont réalisées. Dans le même temps, démonstrateurs et prototypes sont testés en France et à travers le monde pour valider concepts et machines. Dix ans plus tard, le constat est moins optimiste : contraintes techniques, réglementations environnementales et coûts d'exploitation élevés freinent le développement d'un secteur industriel encore fragile.

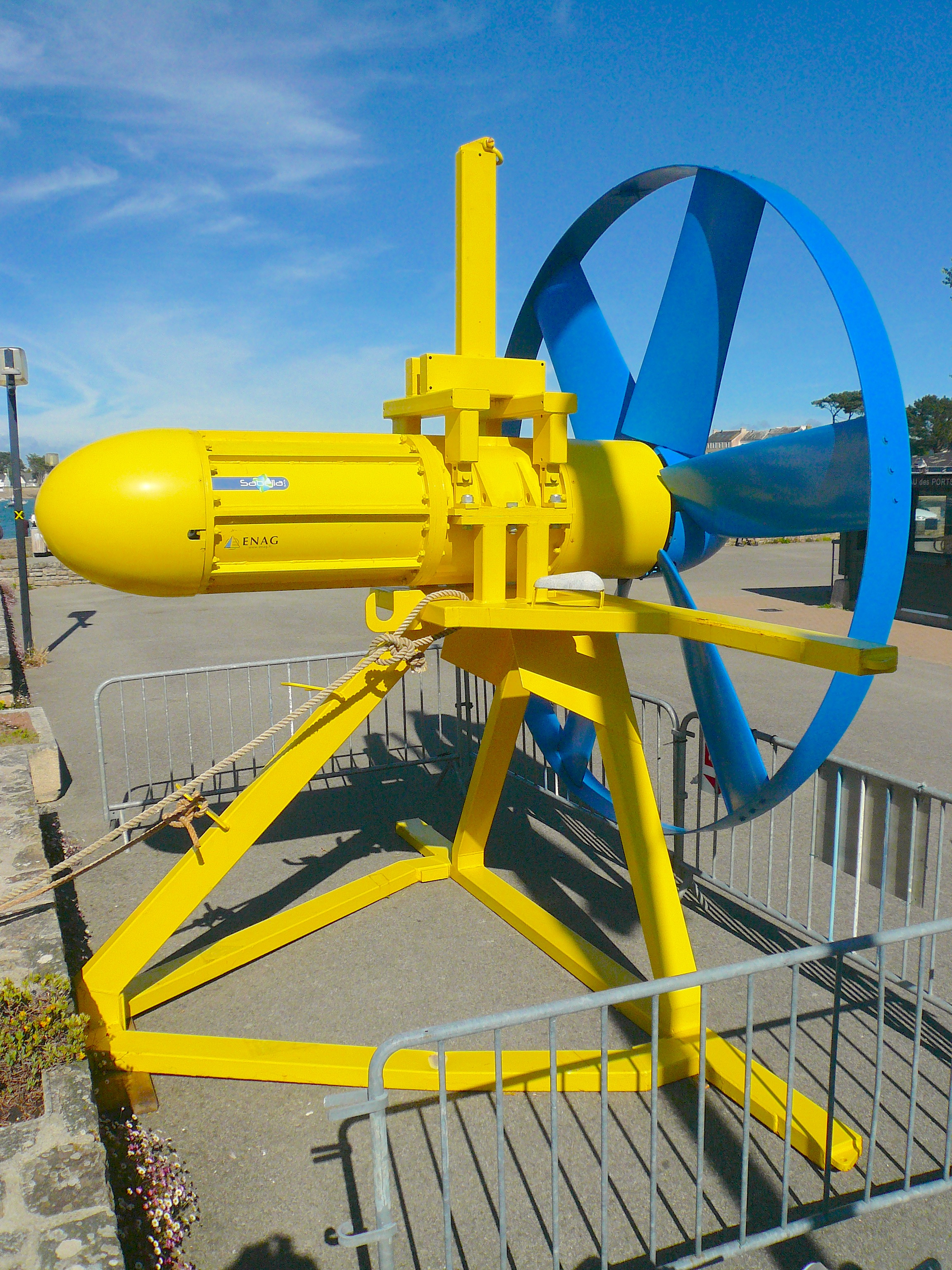
Hydrolienne (Sabella D03) sur le quai à Port-Navalo.

## Principe des turbines

### Puissance théorique
La puissance cinétique d'un fluide traversant une aire circulaire de surface {\displaystyle S} est :
{\displaystyle P_{cin}={\frac {1}{2}}.\rho .a.S.V^{3}\,} en W
avec :
- {\displaystyle V_{hydrolienne}=a.V\quad ~~0.5\leq a\leq 1.\quad ~~V_{hydrolienne}~~} : Vitesse du fluide au niveau de l'hydrolienne
- {\displaystyle \rho } : masse volumique du fluide (eau douce 1 000 kg m−3, eau de mer 1 025 kg m−3)
- {\displaystyle V} : vitesse du fluide en m/s.

### Puissance récupérable
L'énergie récupérable est inférieure à l'énergie cinétique du flux d'eau en amont de l'hydrolienne, puisque l'eau doit conserver une certaine vitesse résiduelle pour qu'il subsiste un écoulement. Un modèle élémentaire de fonctionnement des hélices, dû à Rankine et Froude, permet d'évaluer le ratio de la puissance cinétique récupérable pour une section perpendiculaire au fluide en mouvement. C'est la limite de Betz, égale à 16⁄27 = 59 %. Cette limite peut être dépassée si le courant de fluide est forcé dans une veine de section variable (effet venturi) plutôt que de circuler librement autour de l'hélice.
La puissance maximale récupérable théorique d'une hydrolienne peut s'exprimer ainsi :
{\displaystyle P_{max}={\frac {16}{27}}.{\frac {1}{2}}.\rho .S.V^{3}\ =295.S.V^{3}\,}
{\displaystyle et~~a={\frac {2}{3}}\quad ~~V_{hydrolienne}=a.V\,}
Où :
{\displaystyle P} = puissance en watts (W) ;
{\displaystyle S} = surface balayée par les pales en mètres carrés (m2) ;
{\displaystyle V} = vitesse de la veine d'eau en mètres par seconde (m/s).
Pour le calcul de la puissance d'une hydrolienne tenant compte de l'énergie cinétique et potentielle, voir : calcul de la puissance d'une turbine type éolien ou hydrolienne.
Les hydroliennes tirent profit de la masse volumique de l'eau, 832 fois plus élevée que celle de l'air (environ 1,23 kg m−3 à 15 °C). Malgré une vitesse de fluide moindre, la puissance récupérable par unité de surface d'hélice est donc beaucoup plus grande pour une hydrolienne que pour une éolienne. D'autre part, la puissance du courant varie avec le cube de la vitesse, ainsi, l'énergie produite par un courant de 4 m/s est huit fois plus forte que celle produite par un courant de 2 m/s. Les sites présentant les courants forts (> 3 m/s) sont donc particulièrement favorables, mais malheureusement assez  rares (quelques dizaines de sites dans le monde).

### Déformation de la veine d'eau
L'incompressibilité de l'eau impose que le flux traversant l'hydrolienne soit identique  en amont et en aval. Ainsi le produit de la vitesse {\displaystyle V} par la section {\displaystyle S} est constant avant et après l'hélice. Au passage de l'hydrolienne, le fluide est ralenti et la veine s'élargit.

## Historique

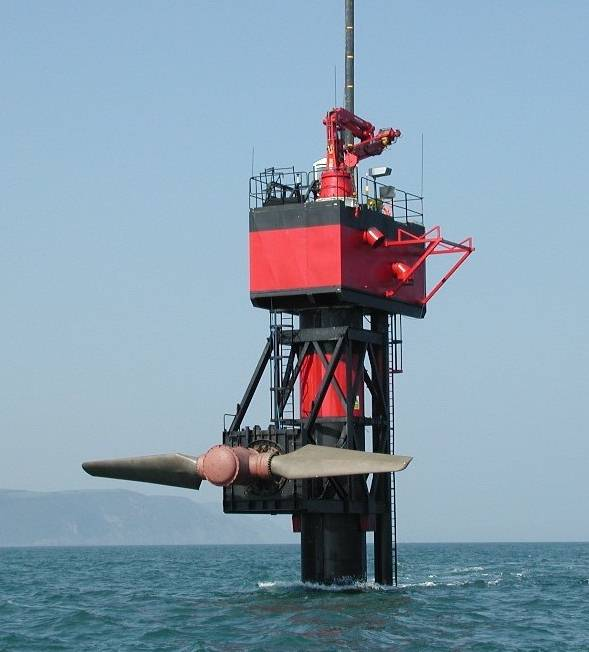
Le système SeaFlow déployé au large de la Grande-Bretagne.

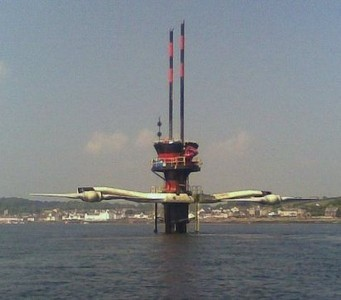
Le système SeaGen déployé au large de la Grande-Bretagne.

La récupération de l'énergie hydraulique  sous sa forme gravitationnelle existe depuis longtemps. C'est le principe actionnant les machines  ou les ouvrages tels que les  moulins à eau, moulins à marée, les barrages hydrauliques ou les usines marémotrices. Par contre, la récupération de l’énergie cinétique des courants fluviaux ou marins reste rare avant le XXIe siècle.
Au début des années 2000, la nécessité de développer les énergies renouvelables met un coup de projecteur sur les énergies marines et en particulier sur l’énergie hydrolienne. À partir des années 2005-2010, la maturité technique du secteur permet le démarrage simultané d'études techniques et environnementales en France et à travers le monde. L’hydrolien bénéficie alors d'énormes efforts techniques et financiers, à l'instar du développement de l’éolien quelques années plus tôt. À cette époque, on prévoit un déploiement rapide de la filière industrielle, en particulier pour le gros hydrolien (machine de 1 MW et plus).
Le développement de nouveaux matériaux (composites, béton composite, alliage métallique, etc.) conforte l'idée que des solutions techniques pertinentes et adaptées au milieu marin pourraient s'imposer. Les années 2010 voient la réalisation de démonstrateurs et de prototypes testés in-situ un peu partout en France et dans le monde. Ainsi, en 2010, Atlantis créé la première  hydrolienne de grande taille, puis en 2015, Alstom installe en Écosse une hydrolienne de 1 MW,. En parallèle, démarre le mini-hydrolien plus adapté au fleuve et à la rivière, de maintenance plus aisée et donc de coûts d'investissements moindres.
En 2018, en France, le constat est amer : les réalisations industrielles restent rares et le secteur des énergies marines, en particulier l'hydrolien, peine à se développer. Les difficultés techniques liées au milieu marin telles que la corrosion, les incrustations et la cherté des opérations de maintenance ou de réparation contribuent à un coût au mégawatt-heure prohibitif par rapport à d'autres énergies renouvelables. Les contraintes réglementaires particulièrement lourdes en France freinent le développement d'un secteur qui a déjà du mal à démarrer.
En juillet 2018, Naval Energies annonce la fin de ses investissements dans l'hydrolien et concentrera désormais ses activités sur l'éolien flottant et l'énergie thermique des mers. Cette filiale de Naval Group avait investi 250 millions d'euros dans l'hydrolien depuis 2008 et venait juste d'inaugurer le 14 juin 2018 l'usine de Cherbourg-en-Cotentin dédiée à l'assemblage des turbines hydroliennes. Cette décision est justifiée par l'absence de perspectives commerciales et par un système de subventions qui n'apporte pas d'aides directes aux constructeurs pendant les phases de développement. Le choix de la Grande-Bretagne de ne pas subventionner l'hydrolien, ajouté à la sensibilité du Canada aux coûts de la technologie, a renforcé l'analyse d'un marché non rentable. Mise en liquidation judiciaire par un tribunal irlandais, OpenHydro ne devrait pas honorer les commandes de deux machines pour le Japon et le Canada.
Toutefois, le début des années 2020 voit une modification de la conjoncture. En 2021, Orbital Marine Power installe en Écosse une plateforme hydrolienne de grande taille,.
En 2022, le projet Flowatt est en cours de validation au Raz Blanchard, une ferme pilote d’hydroliennes qui sera la plus puissante au monde. HydroQuest et Qair doivent développer sur cette concession, cédée par EDF Renouvelables, une ferme pilote hydrolienne de 17,5 MW. Son entrée en service est planifiée pour 2025.
La même année, Sabella et Nova Innovation envisagent de développer une ferme hydrolienne en Écosse, après avoir obtenu une concession similaire au Pays de Galles.

## Technologie

### Avantages
Les avantages des hydroliennes sont les suivants :
- le potentiel des courants marins est important ;
- les hydroliennes utilisent une énergie renouvelable, ne polluent pas et ne génèrent pas de déchets (dans leur phase d'exploitation tout au moins) ;
- du fait de la masse volumique importante de l'eau (800 fois supérieure à celle de l'air), les hydroliennes, à puissance équivalente, sont beaucoup plus petites que les éoliennes. Elles ont un impact visuel limité et ne nécessitent pas d'ouvrages de génie civil complexes contrairement aux barrages hydrauliques ;
- les courants marins sont prévisibles (notamment en consultant les éphémérides), on peut donc estimer avec précision la production d'électricité à venir.

### Inconvénients
Les inconvénients sont essentiellement :
- la prévention du développement des algues et organismes encroûtants sur l'hydrolienne requiert d'utiliser régulièrement un antifouling, produit toxique pour la faune et la flore marine. Réaliser l'opération sous l'eau est peu envisageable, à la fois pour des raisons techniques et environnementales, ce type d'opération étant interdit à l'extérieur d'une aire de carénage spécialement aménagée. Une opération de maintenance à intervalle régulier pour démonter ou extraire l'hydrolienne de l'eau et refaire son carénage est donc indispensable ;
- dans les eaux turbides, du fait de la présence de sable en suspension (dans les détroits, le pas de Calais ), l’érosion des pales d’hélice ou des pièces mobiles par le sable est très forte ce qui nécessite des opérations de maintenance sur les pales. Pour faciliter le remplacement, certaines hydroliennes ont une structure émergeant de l’eau (qui peut être gênante pour la navigation), ou possèdent des systèmes à ballast permettant de faire plonger ou remonter les unités de production ;
- les hydroliennes créent des zones de turbulences, qui modifient la sédimentation et le courant, avec de possibles effets sur la flore et la faune juste en aval de leur position. Ces aspects sont analysés par les études d'impacts ;
- des poissons, mammifères marins ou des plongeurs pourraient heurter les hélices et être blessés plus ou moins gravement. Ces dernières peuvent néanmoins tourner très lentement (cela dépend de la résistance opposée par l'alternateur et donc du modèle d'hydrolienne). Toutefois, la première étude anglaise sur le sujet (Fish survival study on hydrokinetic power turbine) menée en 2009, par Hydro Green Energy LLC et déposée à la Federal Energy Regulatory Commission (États-Unis), a démontré clairement la sécurité du procédé. Selon ces résultats, seulement un poisson sur 402 a montré des signes de blessures peut-être plus attribuables à la mise en place du protocole qu’aux turbines elles-mêmes. Cette étude s'applique toutefois aux poissons et non aux gros mammifères marins.

Afin d'éviter ces inconvénients, certains ont proposé le principe d'hydrofoils oscillants. L'un des plus récents est le dispositif autostable à doubles pales StreamWings de F. Guigan et J. Simeray.

### Impacts environnementaux
Concernant l'environnement, la caractérisation du sillage, des turbulences et d'autres impacts hydrodynamiques ou halieutiques, les retours d'expérience les plus proches concernent des barrages du type de celui de l'usine marémotrice de la Rance, difficilement comparables à ceux d'hydroliennes non intégrées dans un barrage. Les impacts électromagnétiques sont mal connus, et varieraient beaucoup selon la puissance des installations, et le type de câble utilisé (blindé ou non, enterré ou non, en courant continu ou alternatif...).
D'éventuels effets environnementaux directs ou indirects préoccupent notamment les pêcheurs qui travaillent dans les zones d'intérêt. Ces impacts (sonores durant le chantier, hydrodynamiques et hydroenvironnementaux notamment) commencent à être étudiés ou simulés, à partir de modélisations,, ou de maquettes, mais sont encore mal connus ; les rotors créent des zones de turbulence et les structures créent des sillages qui selon certaines hypothèses, pourraient perturber la sédimentation et le développement de la flore, en créant ainsi à long terme une zone morte, ou au contraire ces turbulences pourraient maintenir en suspension plus de nutriments et favoriser le plancton qui nourrit certains poissons,. Les parties fixes des hydroliennes pourraient également constituer des récifs artificiels[réf. nécessaire], favorisant la biodiversité sous-marine. Les hydroliennes pourraient aussi perturber quelques animaux marins qui, curieux, s'en seraient trop approchés[réf. nécessaire].
Les modélisations sont également nécessaires pour optimiser le positionnement de chaque hydrolienne dans une ferme, afin de profiter au mieux du courant,. Le captage de l'énergie des courants ralentit la vitesse du fluide dans l'axe de la turbine ce qui provoque une légère accélération des courants de contournement ; ce phénomène se rencontre quand l'eau passe le long d'une roche : les poissons évitent les obstacles en suivant les lignes de plus fortes vitesses ou utilisent les contre-courants des turbulences. D'autre part, le régime de rotation du rotor est limité par la vitesse en bout de pale à cause du phénomène de cavitation. Ainsi, les grandes hydroliennes ne tourneront qu'au rythme de 10 à 20 tours par minute et leurs effets se limiteraient aux turbulences en aval de l'hydrolienne. Les sédiments ne se déposeraient pas autour de l'hydrolienne, ce qui éviterait l'envasement que connaissent les barrages (dont l'usine marémotrice de la Rance), et faciliterait l'entretien. De plus, une vitesse de rotation suffisamment faible ne perturberait pas les poissons.
Les sites d'intérêt pour les hydroliennes sont des zones de courants forts à très forts (plus de 3 m/s), où les conditions sont peu favorables au développement d'une faune et d'une grande flore sédentaire fixée. Les cartes marines montrent que ces zones sont exclusivement composées de roches ou gros graviers.
L'impact environnemental de l'énergie hydrolienne est actuellement étudié dans de nombreux projets de recherche et développement en Europe dans la Manche, la mer du Nord et la mer Baltique.
En France, le ministère de l'Écologie a mis à jour en 2012 un cadre méthodologique pour les Énergies marines renouvelables  et des études d'impacts sont obligatoires, même pour les projets démonstrateurs.

### Principes techniques

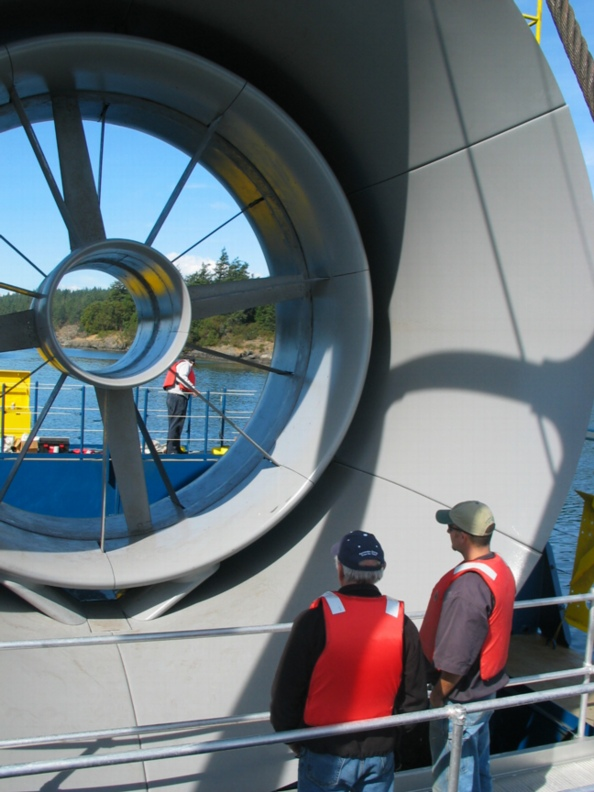
Turbine de récupération de l'énergie du courant (septembre 2006).

De nombreux concepts d'hydrolienne ont été expérimentés, mais aucun ne s'est vraiment imposé, chacun ayant ses avantages et ses inconvénients. Quelques-uns ont donné lieu à des démonstrateurs ou à des réalisations expérimentales mais peu sont rentrés dans un stade de production industrielle. L’EMEC recense plus de 50 principes techniques différents mais le Centre européen de l'énergie marine reconnaît six principaux types de convertisseurs d'énergie marémotrice. Ce sont des turbines à axe horizontal ou vertical, des hydrofoils oscillants, des venturis, des vis d'Archimède et des cerfs-volants.
Turbine axiale à axe horizontalCe type d'éolienne opère sous la mer. De nombreux  prototypes ou réalisations sont en fonctionnement à travers le monde. Les turbines sont équipées d'un rotor unique à pales fixes. La puissance de ce type de turbine varie de quelques watts à plusieurs mégawatts. Elle comporte de deux à une dizaine de pales suivant la taille. Les effets de traînée en bout de pale limitent la vitesse de rotation de ces turbines. Suivant les modèles, la turbine peut être orientée ou non dans le sens de la renverse de marée. Dans le cas d'une turbine fixe tirant sa production de courants réversibles, le profil des pales est symétrique pour s'adapter au double sens du courant.
Turbine à axe verticalNommées par analogie avec les éoliennes, elles peuvent être disposées horizontalement ou verticalement ; ces turbines ont un axe perpendiculaire au sens du courant, inventées par Georges Darrieus en 1923 et brevetées en 1929. Initialement, c'est une éolienne à axe vertical nommée « éolienne Darrieus ». Le scientifique soviétique Alexandre Gorlov (en) l'a perfectionnée (en) dans les années 1970. Les pales sont constituées de foils au tracé hélicoïdal (profil incurvé en forme d'aile d'avion) au nombre de deux à quatre.
Turbine venturiLe flux d'eau est guidé dans une gaine ou un conduit dont la section se rétrécit en entrée du générateur, ce qui produit une accélération du flux et une puissance disponible plus importante.
Hydrolienne oscillanteUn autre moyen de récupération de l'énergie se dispensant de turbine, bioinspiré et reposant sur le mouvement de membrane ou de foils oscillant dans le courant. Ce type de dispositif est constitué de plans mobiles actionnant et comprimant un fluide dans un système hydraulique. La pression engendrée est convertie en électricité.
Hydrolienne à membranes ondulantesUn prototype de membrane ondulatoire immergée, alternative à la turbine, développé par Eel Energy (de Boulogne-sur-Mer) au sein du « 3Dexperience Lab » de Dassault en 2017 et l'Ifremer, d'abord en version marine (premier et alors unique système de ce type ayant une courbe de puissance certifiée par Bureau Veritas selon les normes européennes) puis en « version fluviale » (prototype présenté fin février 2019),. Un des intérêts de cette génératrice est qu'elle semble neutre vis-à-vis des poissons (pas de fragmentation écologique) et qu'elle ne nécessite pas d'infrastructure lourde.
Turbine autoporteuseDes variantes telles que le « Cerf-volant hydrolien » utilisent le courant marin pour maintenir en « vol sous-marin » un grand cerf-volant fixé par un câble au fond,. Cet engin soutient une turbine produisant de l'électricité. Le premier Deep Green (3 m de large) a été testé en Irlande (à Strangford Lough face à l'Ulster) par son concepteur (Minesto, une spin-off suédoise issue de Saab.
Mini et micro HydrolienneLa production d’électricité à partir du courant des rivières utilise des mini ou micro éoliennes, faiblement immergés, qui ont un impact réduit sur la faune aquatique et des budgets d'investissement limités. Ces hydroliennes produisent moins d'électricité que les turbines classiques, mais sont beaucoup plus légères et demandent largement moins d'investissement.

Différents concepts de turbines
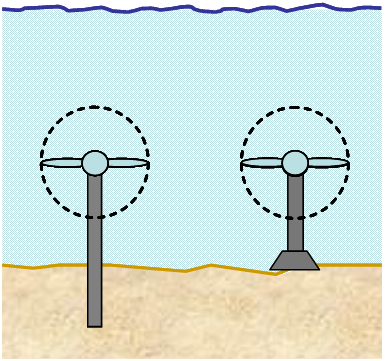
Axiale à axe horizontal.
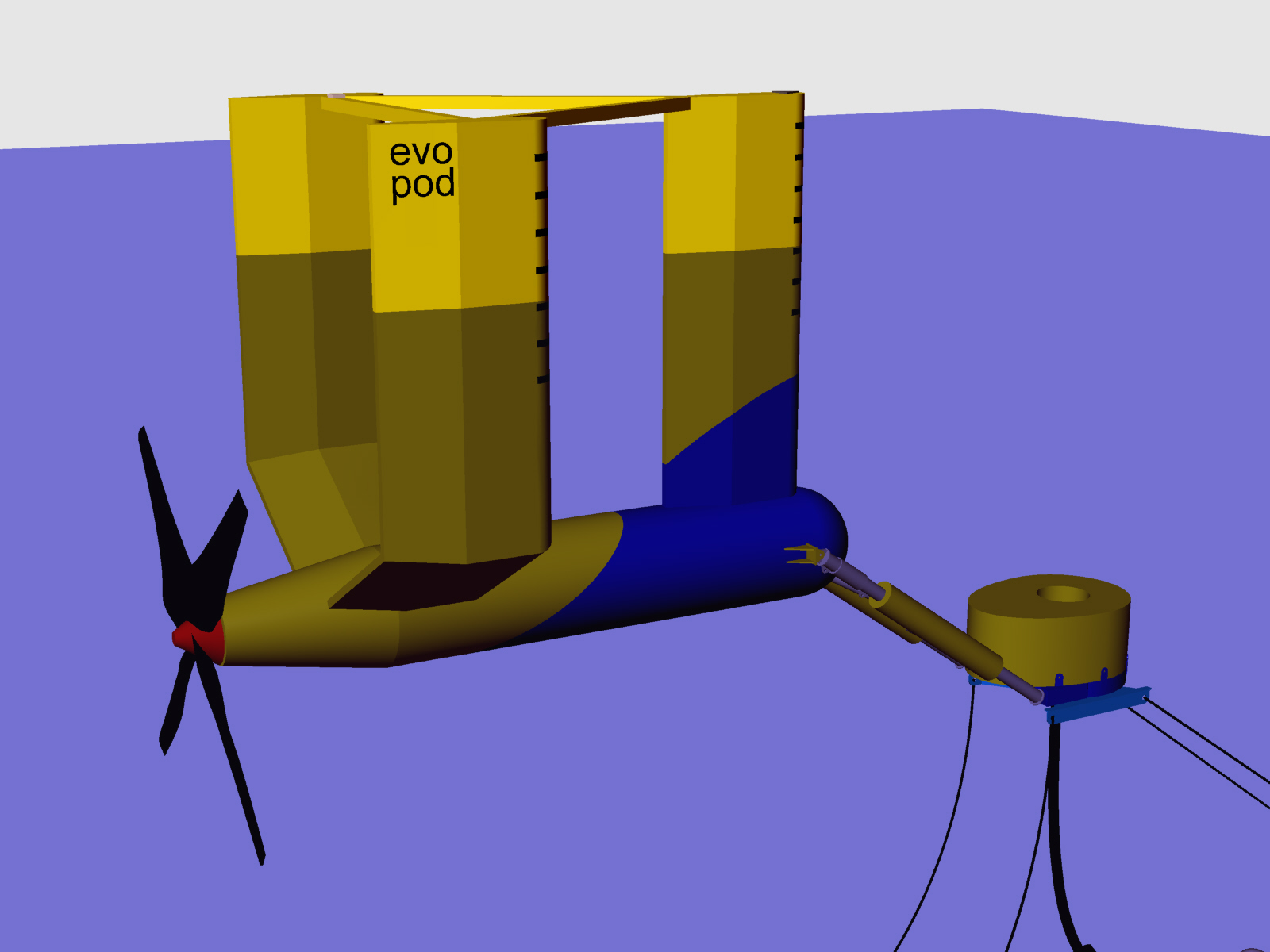
Axiale flottante.
Hydrolienne à foils oscillants.
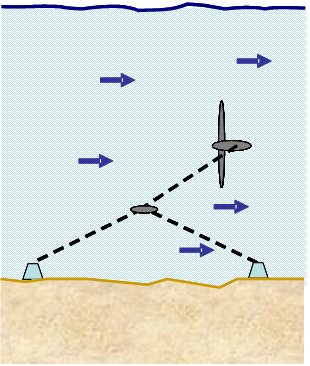
Autoporteuse.
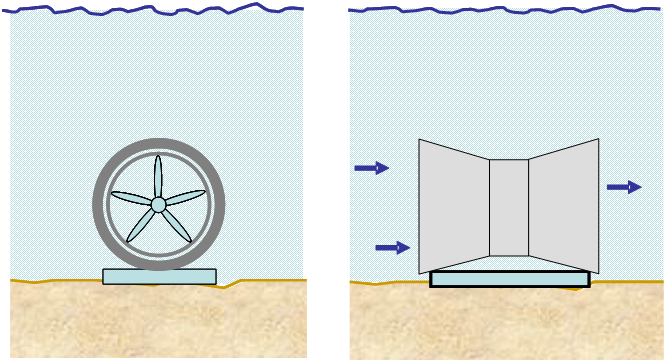
Turbine venturi axiale  (face et profil).

## Prospective

### Gisement
Les courants marins pourraient être exploitables partout dans le monde ; les courants de marée constituent toutefois pour l'instant le domaine préférentiel de ce type de technologie : les courants de marée présentent en effet, par rapport aux courants généraux (comme le Gulf Stream, des caractéristiques particulièrement favorables :
- intensité importante (dans certaines zones les courants de marée peuvent atteindre ou dépasser dix nœuds, soit 5 m/s, alors que les courants généraux dépassent rarement deux nœuds) ;
- proximité de la côte : les veines de courant intense apparaissent dans des zones de faibles profondeurs situées à proximité de la côte, ce qui en facilite l'exploitation ;
- direction stable : les courants de marée sont généralement alternatifs, ce qui simplifie le dispositif de captage ;
- enfin, prédictibilité : les courants de marée sont parfaitement prévisibles, puisqu'ils ne dépendent que de la position relative des astres générateurs — Lune et Soleil — et de la topographie locale.

Le potentiel mondial de l'hydrolien fluvial ou estuarien est estimé à 50 GW, celui de l'hydrolien maritime entre 75 et 100 GW. En termes d'énergie récupérable, l'Ifremer l'estime à 450 TWh/an pour les courants marins.
Selon une communication d'EDF de 2012, le potentiel européen hydrolien théorique exploitable serait de l'ordre de 15 GW (6 à 8 GW selon l'Ifremer) pour une production pouvant aller de 20 à 30 TWh/an 15 à 35 selon l'Ifremer), ce qui représente la consommation de six à huit millions d’habitants. La Grande-Bretagne concentre 60 % de ce potentiel théorique et la France 20 %,.
Pour la France, le potentiel serait de 5 à 14 TWh pour 2,5 à 3,5 GW « installables », répartis entre la Bretagne et le Cotentin. C'est d'ailleurs là qu'a été installé en septembre 2011 un prototype d'hydrolienne, près de l'île de Bréhat. Dans les territoires d'outre-mer, certaines « passes » de lagon offrent également des situations intéressantes,.

### Innovations techniques
Dans le monde, la recherche a rapidement progressé notamment dans les années 2000-2010,, avec 50 concepts disponibles en 2008 pour exploiter l'énergie des mers (contre 5 en 2003), et plusieurs tests en milieu artificiel ou  in situ,.
L'innovation porte sur :
- les matériaux composites (à base de fibre de verre, etc.), disponibles et utilisés par la construction navale[50] ;
- l'étude de la résistance des machines et des matériaux nouveaux quand ils sont sollicités de manière chronique ou cyclique dans l'eau de mer. Les études sont de plus en plus affinées, et tirent parti des retours d'expérience en matière de résistance à l'effort de ces composites également utilisés par l'éolien (pales)[51],[52] ;
- les principes de production d'énergie et donc de design des engins[53] ;
- l'étude des effets du regroupement de plusieurs machines en fermes de production d'électricité[54]
- les effets de l'exposition à des contraintes importantes dans l'eau de mer en condition immergée[55],[56].

### Recherche
En 2012, la recherche (européenne, britannique et française notamment) affine la connaissance en matière de ressource énergétique,, d'efficacité énergétique, d'interaction vent-houle-courant, d'acceptabilité des projets, d'interactions avec l'environnement, avec les usages et métiers de la mer, avec les matériaux en suspension, ainsi que les simulations, modélisations numériques et physiques. La France dispose de l'expérience du barrage de la Rance et de bassins d'essais en boucle hydrodynamique (ex : veines de courant chez Ifremer à Boulogne ou à Brest avec un Bassin canal).

## Développement en France

### Politique institutionnelle

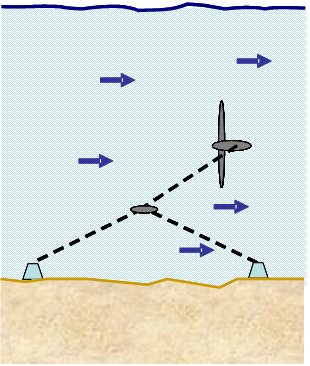
L'un des principes d'hydroliennes

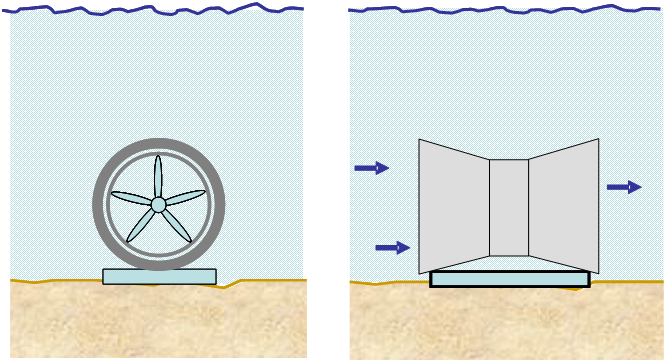
Principe retenu pour le prototype Arcouest d'EDF.

Après le Grenelle Environnement (2007), il est demandé à RTE de définir et décrire les conditions de raccordement de ces installations offshore nouvelles au réseau électrique national. Un appel d'offres est envisagé puis préparé. Bien que la production soit stable et prévisible (contrairement aux éoliennes), la possibilité d'utiliser cette électricité localement pour alimenter des îles ou des zones côtières n'a pas été envisagée[réf. nécessaire]. Une consultation en ligne a également été ouverte pour identifier d'éventuelles autres solutions techniques et/ou financières à mettre en œuvre.
Selon l'étude prospective de RTE commandée par le gouvernement en vue de la transition énergétique et du soutien à cette filière et publiée début 2013, la France a effectivement un potentiel élevé en matières d'installations hydroliennes avec notamment trois sites qui semblent particulièrement favorables : le raz Blanchard (entre le cap de la Hague et l'île anglo-normande d'Aurigny), le raz de Barfleur, au large de la pointe de Barfleur, dans le Nord-Est du Cotentin et le passage du Fromveur (entre les îles bretonnes d'Ouessant et de Molène). Mais selon RTE, à condition d'améliorer les techniques de pose et de protection des câbles électriques sous-marins et de renforcer la capacité du réseau terrestre, les zones de raccordement étant aujourd'hui rares (ex. : la Liaison Cotentin-Maine, dans le Cotentin peut accueillir, mais ailleurs « au-delà de 2 500 MW, il sera indispensable de renforcer le réseau 400 kV par de nouveaux ouvrages » dont la réalisation prend en général de trois à cinq ans), en raison de la topographie littorale, mais aussi « des protections juridiques dont bénéficie le littoral et des contraintes techniques d’implantation de câbles électriques ». Le raz Blanchard présente le 3e « courant de renverse » le plus fort au monde.
RTE signale aussi que ces zones  de raccordement sont souvent situées dans des zones secteurs sensibles pour l’environnement. Selon RTE, une difficulté est le manque de points de connexion au réseau. Ainsi, le littoral de la Pointe du Cotentin est presque partout classé en « espace remarquable » au sens de la loi littoral et le secteur du Fromveur qui voit se reproduire des mammifères marins protégés nécessiterait des travaux pour le câblage. Pour ces raisons, RTE suggère que l’État établisse un nouveau cadre juridique propre à faciliter la traversée de zones sensibles par des câbles « à coût économique et environnemental réduit pour la collectivité » (L'article 12ter du projet de loi Brottes, prévoyait de possibles dérogations à la loi littorale pour les dispositifs souterrains de raccordement des énergies marines renouvelables).
En 2009, au vu des projets connus en 2008/2009, EDF estime que « l'industrie des énergies marines (houlomoteur et hydrolien) saura multiplier par 10 la capacité installée des machines en mer d'ici cinq ans (de 7,5 à 750 MW) ? ».
En 2012, le ministère de l'Écologie met à jour un cadre méthodologique pour les Énergies marines renouvelables  et des études d'impacts sont obligatoires, même pour les projets démonstrateurs.
En 2013, un rapport du CGEDD (Conseil Général de l’Environnement et du Développement Durable, 3 mai 2013) et  le CGIET (Conseil général de l'économie, de l'industrie, de l'énergie et des technologies) estiment que la technologie semble mûre pour un développement industriel, avec un potentiel français de 3 GW pour la phase pilote industriel.
En juin 2013, Le  Conseil national de l'industrie (CNI) propose au Premier ministre, Jean-Marc Ayrault, huit mesures de simplification procédurales quant aux autorisations d'installation et d'approbation sur les énergies renouvelables marines, à la suite du travail du Comité stratégique des filières éco-industries (Cosei).
Le 30 septembre 2013, François Hollande lance officiellement à Cherbourg-en-Cotentin un appel à manifestation d'intérêts pour des fermes pilotes hydroliennes au Passage du Fromveur (à côté d'Ouessant), ainsi que pour le Raz Blanchard (Ouest Cotentin), il est publié par l'ADEME le 1er octobre 2013. Les projets doivent être soumis pour le 25 avril 2014. La zone du Raz de Barfleur, initialement sélectionnée, n'est pas retenue afin de "laisser le temps de la concertation avec les pêcheurs". L'état garanti un prix de rachat (avec 30 M€ d'aide de l'État et un tarif d'achat de 173 €/MWh sur deux sites (passage du Fromveur et raz Blanchard),.
Les consortiums GDF Suez-Alstom d’une part et EDF-DCNS d’autre part, remportent l’appel à projets pour construire les fermes pilotes d'hydroliennes au large du Cotentin. Huit projets avaient été remis à l'ADEME. Le projet représente un investissement estimé à une centaine de millions d'euros En janvier 2017 , Engie a décidé annonce son abandon du projet Nepthyd des quatre hydroliennes du raz Blanchard, à la suite de la décision de son fournisseur General Electric de suspendre le développement par Alstom de la turbine Oceade.
En 2016, deux projets-pilotes sont soumis à enquête publique (durant un mois) correspondant à une douzaine de turbines (1,4 et 2 MW) prévues à 30 mètres de fond pour 2020. Le projet "Normandie Hydro" d'EDF et du chantier naval DCNS comprend sept turbines de 2 MW et 16 mètres de diamètre à implanter à 3,5 km de Goury (Manche) sur 28 hectares à partir de 2017. Le projet Nepthyd d'Engie-Alstom comprend quatre turbines Oceade (18 mètres de diamètre et 1,4 MW) à répartir sur 17 hectares dès 2018.
En 2017-2018, avec l'aide du PIA une  ferme de 39 hydroliennes fluviales HydroQuest devait être testée par la Compagnie nationale du Rhône (CNR) sur le Rhône à Génissiat (Ain) pour une puissance installée de 2 MW ; ce projet était une première mondiale par sa dimension et sa complexité. Des groupes de trois hydroliennes à double axe vertical, à flux transverse, associées à un système d'accélération de l'eau devaient être installés sur deux kilomètres de fleuve. Le 8 juillet 2019, après deux ans d’études techniques et de modélisation, HydroQuest, les Constructions mécaniques de Normandie et la CNR annoncent l’abandon du projet, les contraintes de sites induisant « un productible insuffisant et des pertes d’exploitation trop importantes à l’usine hydroélectrique de Génissiat ».
Mi-2018, le gouvernement envisage toujours des appels d'offres commerciaux et de soutenir la recherche et développement (dont via des coopérations internationales, et a avec l'Ademe commandé une étude complémentaire sur les coûts de production des hydroliennes.

### Réalisations

#### 2008 — Sabella D03 à Bénodet

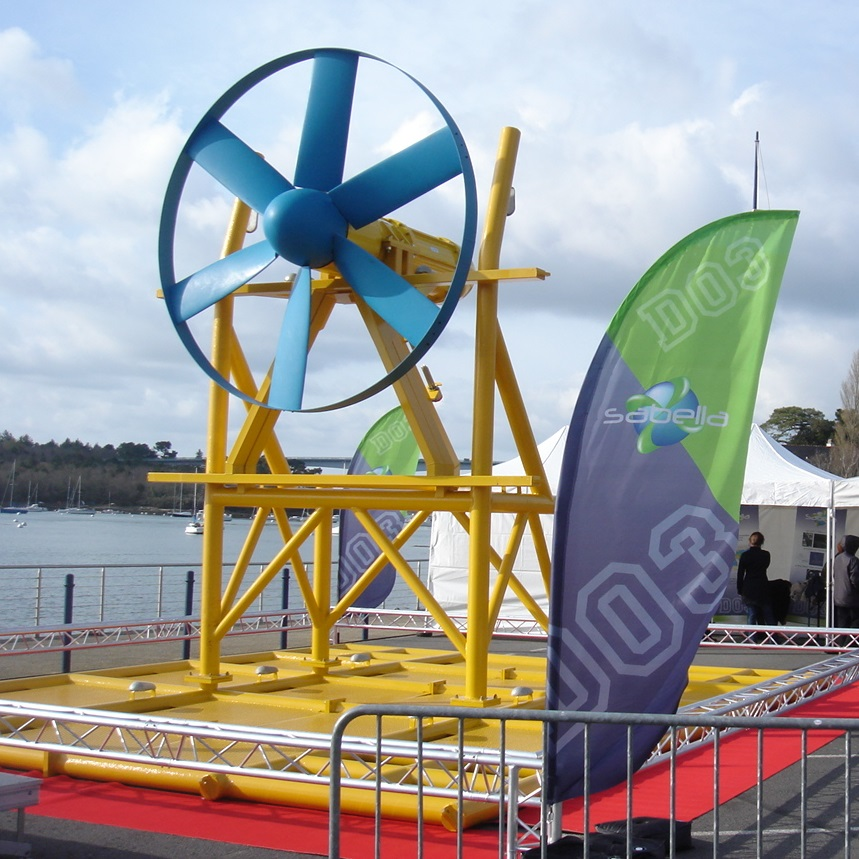
Baptême Sabella D03 à Bénodet.

La société Sabella, PME Quimpéroise, a immergé la première hydrolienne sous-marine française à Bénodet, dans l’estuaire de l’Odet, en avril 2008. Appelée « Sabella D03 », cette hydrolienne à fonction de  démonstrateur et d’un diamètre de trois mètres pour une puissance maximale annoncée de 10 kW (ce qui supposerait une vitesse d'écoulement d'eau de 1,68 m/s dans la turbine, soit un courant de près de cinq nœuds, selon les formules indiquées plus haut), a fonctionné pendant près d’un an, démontrant sa fiabilité et sa robustesse adaptée à l'environnement marin. Une caméra sous-marine installée a permis de démontrer l'innocuité de l'hydrolienne vis-à-vis de l'ichtyofaune. Une prochaine étape a été l’installation d’une ferme pilote de plusieurs hydroliennes permettant de couvrir une majeure partie des consommations électriques de l’île d’Ouessant, avant une exploitation commerciale avec plusieurs centaines de machines. Un accord a été signé entre SABELLA et une filiale de GDF Suez en juin 2012 pour l’exploitation des courants du Fromveur.

#### 2015 — Sabella 10 à Ouessant
La première hydrolienne connectée à un réseau électrique français « Sabella 10 » conçue par Sabella est entrée en service en septembre 2015 et arrêtée de juin 2016 à l'hiver 2018 pour maintenance. 
Installée dans le passage du Fromveur dans l'ouest de la Bretagne. Reliée au réseau électrique d’Ouessant, elle permet de réduire la consommation de fioul de l’île qui n'est pas raccordée au réseau métropolitain continental d'électricité. Hydrolienne axiale, d'une puissance maximale annoncée de 1 MW et d’un diamètre de 10 m, elle a été posée par 55 mètres de fond, en juin 2015, le câble de connexion l'ayant été un mois plus tôt. La puissance annoncée suppose un courant de marée hypothétique de 10,2 noeuds selon les relations indiquées plus haut entre puissance, diamètre des pales et vitesse d'écoulement de l'eau de mer. Cette puissance limite est purement théorique, puisque les courants les plus violents du Fromveur ne dépassent pas 9 noeuds, surtout à 55 m de profondeur. L'énergie annoncée comme produite en dix mois (70 MWh de septembre 2015 à juin 2016) indique plutôt une valeur moyenne inférieure à 10 kW, qui correspond à un courant de marée moyen de 2,2 noeuds, plus proche de la réalité observable dans le secteur.
Sabella, l'entreprise productrice est labellisée en 2005 par le pôle de compétitivité « Pôle Mer Bretagne » et soutenue par la Région Bretagne, le Conseil général du Finistère et l’ADEME, cette dernière ayant financé en partie « Sabella 10 » dans le cadre des Investissements d’Avenir.
À la suite de la faillite de Sabella en janvier 2024, l'entreprise britannique Inyanga Marine Energy Group reprend l'exploitation de cette hydrolienne.

#### 2008-2016 — Expérimentation EDF-DCN à Bréhat
En 2008, EDF lance un projet ayant pour but de tester quatre hydroliennes devant Paimpol, au large de Ploubazlanec et de l'île de Bréhat (Côtes-d'Armor). La technologie choisie est celle développée par la société irlandaise OpenHydro (rachetée par DCNS en mars 2014). La machine de 16 mètres de haut, 850 tonnes a une puissance de 0,5 mégawatt. Pour son expérimentation, l'hydrolienne doit être placée pour quelques mois à 35 m de profondeur afin de tester en conditions réelles ses performances et vérifier sa bonne tenue aux conditions marines. Le projet permet aussi de tester un convertisseur sous-marin.
Le premier prototype, baptisé « Arcouest », assemblé à Brest, en Bretagne, par les équipes de DCNS, est immergé le 22 octobre 2011 pour une durée de trois mois. Le projet prend du retard en 2012, à la suite de la panne de moteur de treuil de sa barge de transport et le prototype « Arcouest » reste six mois à −25 m en rade de Brest. L'hydrolienne est ramenée à quai pour être examinée et réinstallée devant Paimpol-Bréhat. Le projet, à cette époque , prévoit une mise en route de trois turbines supplémentaires en 2015 au lieu de fin 2013. Les quatre turbines d'une puissance unitaire de 0,5 MW pic devant pouvoir alimenter 3 000 logements en électricité. La campagne d'essais au large de Bréhat ayant été jugée concluante en termes de rendement et de fonctionnement, des modèles de série sont planifiés pour entrer en service en 2015-2016 au Canada et en France et Openhydro estime pouvoir construire 50 hydroliennes par an dans son usine de Cherbourg-en-Cotentin. En février 2016, EDF a positionné à 40 mètres sous la mer, au large de l'archipel de Bréhat, une première hydrolienne d'un poids de 300 tonnes pour 16 mètres de diamètre, fixée sur un socle de 900 tonnes pour résister aux courants marins ; une seconde hydrolienne de la même taille la rejoint quelques semaines plus tard ; ces deux machines pourront produire 1 MW d'électricité.
DCNS, en 2016, reprend l'expérimentation au large de Paimpol et Bréhat (Côtes-d'Armor) mais les turbines sont remontées en raison d'un problème technique : les fixations utilisées ne correspondaient pas aux spécifications et n'ont pas supporté la corrosion. DCNS se retourne  contre son fournisseur, mais EDF ne prévoit pas de les remettre à l'eau avant la fin de l'été 2017.
En novembre 2017, EDF et Naval Énergies annoncent  finalement l'abandon de l'expérimentation devant Paimpol-Bréhat car ils préfèrent concentrer leurs efforts sur des essais au Canada, en baie de Fundy, mais gardent pour objectif la ferme-pilote du Raz Blanchard. Le projet initialement prévu à 24 millions d'euros pour cinq éoliennes a finalement coûté 70 millions d'euros en partie subventionné par la région Bretagne.

#### Avril 2018 — Poseide 66 dans le golfe du Morbihan
En avril 2018, l'entreprise brestoise Guinard Energies a déployé sur un ancien moulin à marée dans le golfe du Morbihan, la première hydrolienne de sa gamme Poseide 66. Il s'agit là d'une expérimentation destinée à étudier l'impact environnemental de cette turbine sur la faune pélagique. Les études sont réalisées par le parc naturel régional du Golfe du Morbihan avec l'Agence française de la biodiversité.

#### Septembre 2018 — Installation hybride hydrolien à Madagascar
En septembre 2018, Guinard Energies a installé au village d'Ambatoloana, à Madagascar, une unité de production hybride composée d'une hydrolienne Poseide 66 (3,5 kW), 4 kWc de modules photovoltaïques et d'une unité de stockage par batteries. Ce système est destiné à l'alimentation en off-grid d'un village d'une centaine d'habitants (40 habitations). Financé par l'Ademe à la suite d'un appel d'offres pour des projets d’électrification rurale, ce projet est également porté par l'ONG Gret et la société Malgache SM3E.

#### Décembre 2018 — Parc d’hydroliennes dans le lit du Rhône à Caluire-et-Cuire

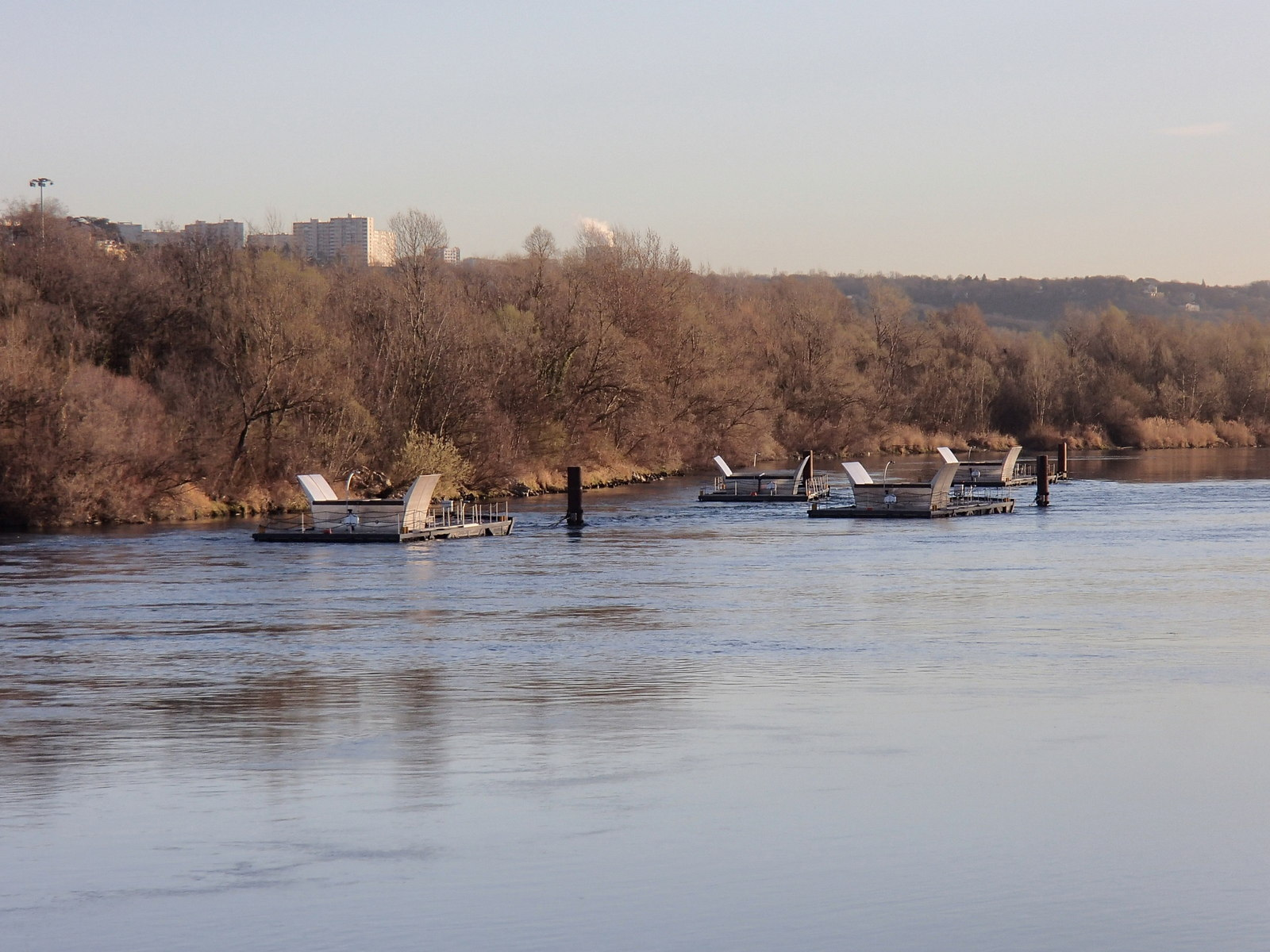
Parc d’hydroliennes dans le lit du Rhône à Caluire-et-Cuire en position maintenance.

À la suite d'un appel à projets lancé en 2015 par Voies navigables de France, un parc de quatre hydroliennes est installé dans le lit du Rhône en amont du pont Raymond-Poincaré, sur la commune de Caluire-et-Cuire (banlieue nord de Lyon) et inauguré le 21 décembre 2018. C’est le premier parc d’hydroliennes fluviales au monde. Les hydroliennes conçues par la société HydroQuest de Meylan ont été fabriquées par les Constructions mécaniques de Normandie et assemblées sur le port Édouard-Herriot. L’exploitation du parc est assurée par Hydrowatt, filiale lyonnaise du groupe UNITe. Les quatre hydroliennes, disposées environ tous les cent mètres, permettent au total la production de 320 kW (4 × 80 kW) alimentant l’équivalent de 500 foyers hors chauffage.
De nombreux débris flottants provoquent fréquemment des arrêts et relevés des turbines qui fonctionnent tout de même jusqu'en février 2022, les hydroliennes sont alors retirées provisoirement.

#### 2019 — Projet Guinard Energies P154 à Etel
L'entreprise Guinard Energies a immergé fin février 2019 une hydrolienne de technologie P154 (20 kW) dans la Ria d'Etel dans le Morbihan ; large de 1,54 mètre et déjà testée en janvier 2019 en rade de Brest, la résistance de la tuyère et la conversion électrique a été testée pendant cinq mois. Il s'agit du début de montée en puissance de la gamme des hydroliennes MegaWattBlue développées par la société.

#### 2019 — HQ-OCEAN à Paimpol-Bréhat
En avril 2019, l'hydrolienne construite par CMN et conçue par Hydroquest est immergée à 35 m de profondeur sur le site d'essais de Paimpol-Bréhat. C'est un démonstrateur de 1 MW qui a été raccordée au réseau en juin 2019. L'achèvement des tests est prévu mi-2021,.

#### 2019 — Hydrolienne fluviale P66 en Guyane Française
L'entreprise Guinard Energies a installé en décembre 2019 une hydrolienne de technologie P66 (3,5 kW) sur le site scientifique de la station des Nouragues en Guyane Française. Couplée à une installation photovoltaïque et à du stockage par batteries, cette unité alimente 100 % des besoins en énergie de la station du CNRS située en pleine forêt Amazonienne. Ce projet a été financé par des fonds Européens FEDER.

#### 2021 — Projet Sabella 12 à Ouessant
Un autre projet de ferme pilote est annoncé par les pouvoirs publics dans le passage du Fromveur. Deux hydroliennes de 12 mètres de diamètre doivent être installées d'ici 2021 et fournir aux 800 habitants de l'île de Ouessant entre 35 et 40 % de leur électricité[réf. souhaitée]. Le projet est abandonné en 2023.

#### 2023 — Hydrolienne fluviale dans le Rhône

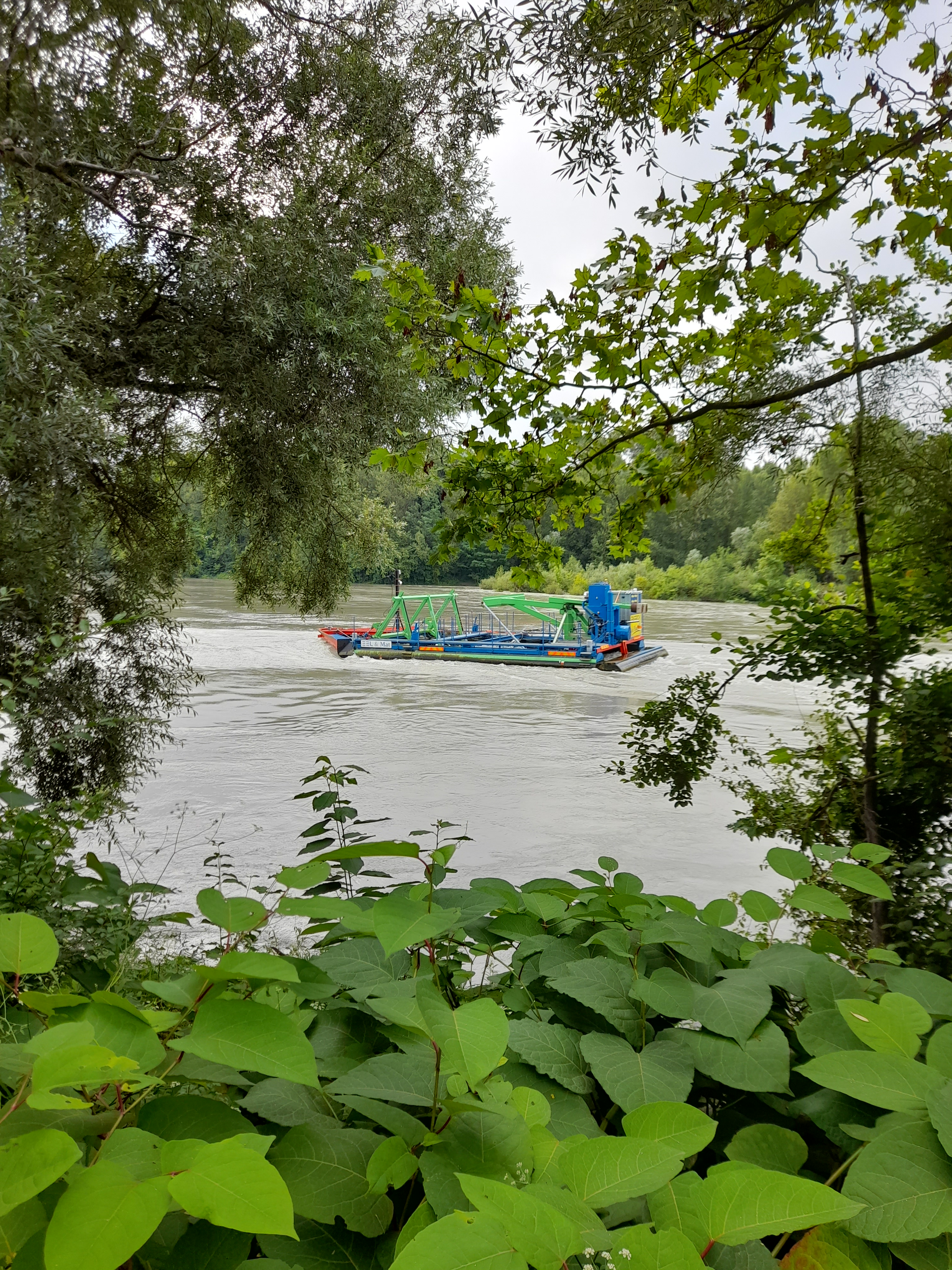
Hydrolienne biomimétique sur le Rhône à Caluire

Le 5 juillet 2023, une hydrolienne fluviale oscillante biomimétique ( « imitant les ondulations des poissons ») est mise à l'eau dans le Rhône, à proximité de Lyon,. 

### Autres projets
Le projet dit HARVEST (« Hydrolienne à Axe de Rotation Vertical STabilisé ») est issu d'un regroupement de plusieurs laboratoires : 3S-R de l'université Joseph-Fourier (UJF), G2ELab et LEGI (de Grenoble Institut national polytechnique (G-INP)) et LAMCOS (de l'INSA de Lyon). Il vise à développer un nouveau concept d'hydrolienne pour la récupération de l'énergie des courants marins et fluviaux. Fin 2008, il entre dans une deuxième phase, consistant à implanter à Pont-de-Claix (Isère) une première tour dans un canal EDF où les turbines seront alors à l’échelle 1⁄2. L’ultime étape consistera à mettre en commun plusieurs tours pour former un parc, dans l’objectif de tester une telle « ferme fluviale » en 2010. En 2014, la startup grenobloise HydroQuest, jusqu'alors spécialisée dans les hydroliennes fluviales installées à Grenoble, à Orléans et en Guyane, a annoncé un partenariat avec les Constructions mécaniques de Normandie (CMN) et l'ambition de devenir leader français de l'hydrolien, avec l'intention de produire de grandes hydroliennes modulables à axes verticaux dites « turbines à flux transverses ». En mai 2015, HydroQuest met sur le marché deux hydroliennes fluviales de 40 et 80 kW, après deux ans de tests en Guyane et depuis fin 2014 à Orléans. HydroQuest évalue le marché mondial potentiel à plus de 3 000 MW, soit quelque 15 mds €. L'entreprise table sur la vente de 300 à 500 machines par an d'ici 2020. HydroQuest revendique un coût du mégawattheure compris entre 50 et 200 €, selon les conditions rencontrées sur le fleuve.
Une autre technologie développée par la PME Hydro-gen qui commercialise des hydroliennes de 20 à 70 kW, est produite et testée en Bretagne. Cette hydrolienne a pour caractéristiques d'être flottante et d'utiliser une turbine amovible, coulissante ou basculante, afin de faciliter entretien, nettoyage et réparation. C'est la première hydrolienne à avoir produit du courant électrique en France (en 2006).

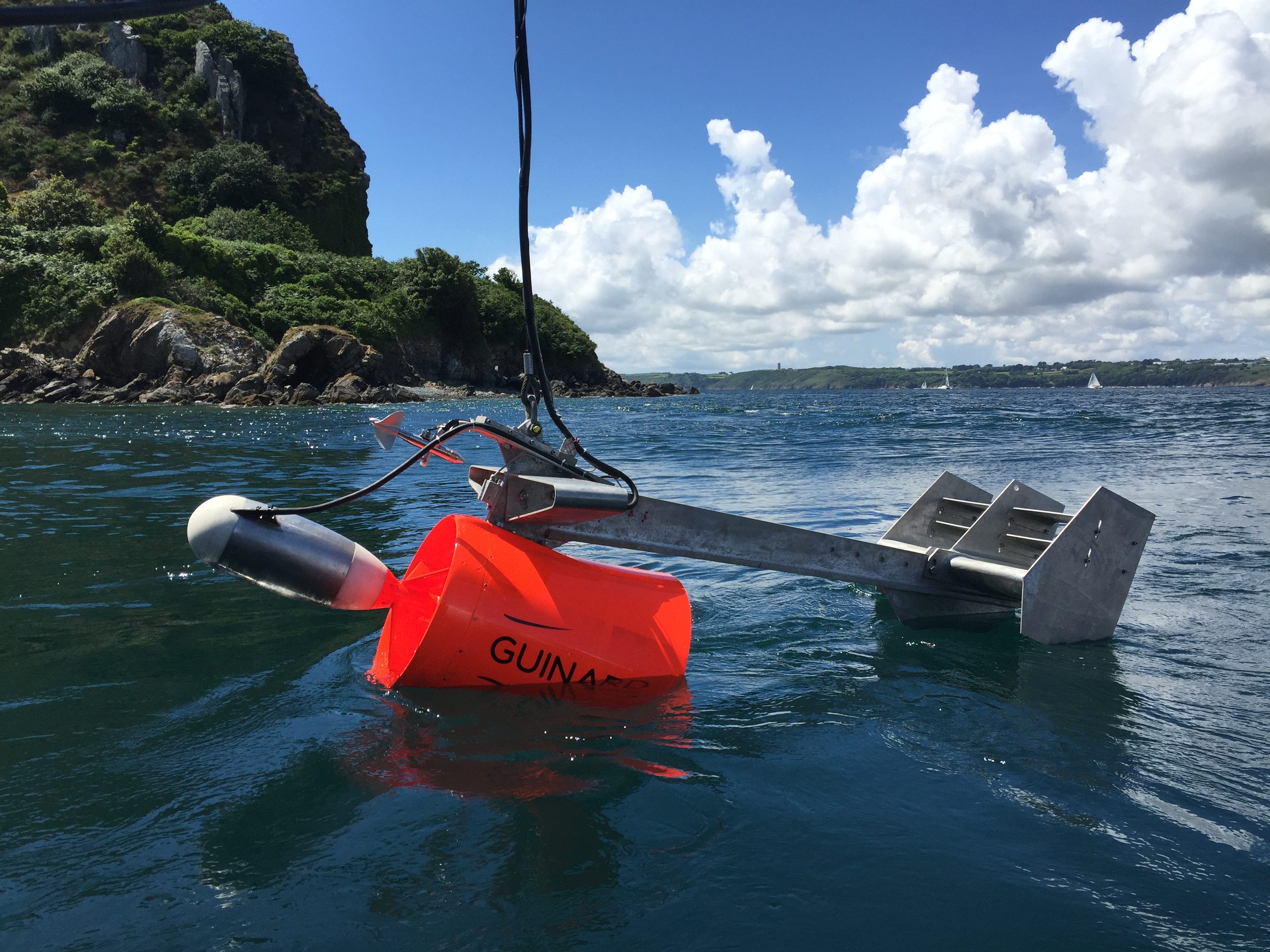
Hydrolienne Guinard Énergies de 50 cm de diamètre - Poseide.

Un projet développé par la société Guinard Énergies, intitulé MegaWattBlue, a démarré en 2008. La conception de la tuyère permet d'accélérer la vitesse du courant de 30 à 40 % et ainsi doubler l'énergie récupérée par l'hydrolienne. Guinard Énergies a pour objectif de développer des hydroliennes de toutes tailles. Des hydroliennes marines et de rivière de 3,5 à 20 kW associées à un système hybride de régulation et de conversion d'énergie pour les sites isolés ainsi que des hydroliennes de taille plus importante allant jusqu'à 1 MW pour seulement 8 m de diamètre et 7 nœuds de courant. Une hydrolienne de 4 m de diamètre destinée à être testée en Ria d'Etel dans le Morbihan (56) est en construction. L'installation est prévue pour l'année 2018,.
Le 14 juin 2013, dans le port de Cherbourg, la turbine sous-marine  Voith Hydro (18 m de long, 160 t) a été brièvement plongée dans l'eau puis remontée afin de tester le dispositif de manutention de sa barge qui sera conduite au Centre européen d'énergie marine (en) en Écosse afin de la tester en mer.
L'entreprise EcoCinetic, cise à La Rochelle, commercialise une picohydrolienne destinée aux cours d'eau ; inspirée du rotor de Savonius, la turbine affiche un rendement proche des 30 % et est destinée à produire de l'électricité au fil de l'eau pour des vitesses de courant allant de 1,2 à 4 m/s ; selon la vitesse du cours d'eau, le prix de revient du mégawattheure produit se situe entre 40 et 150 €.

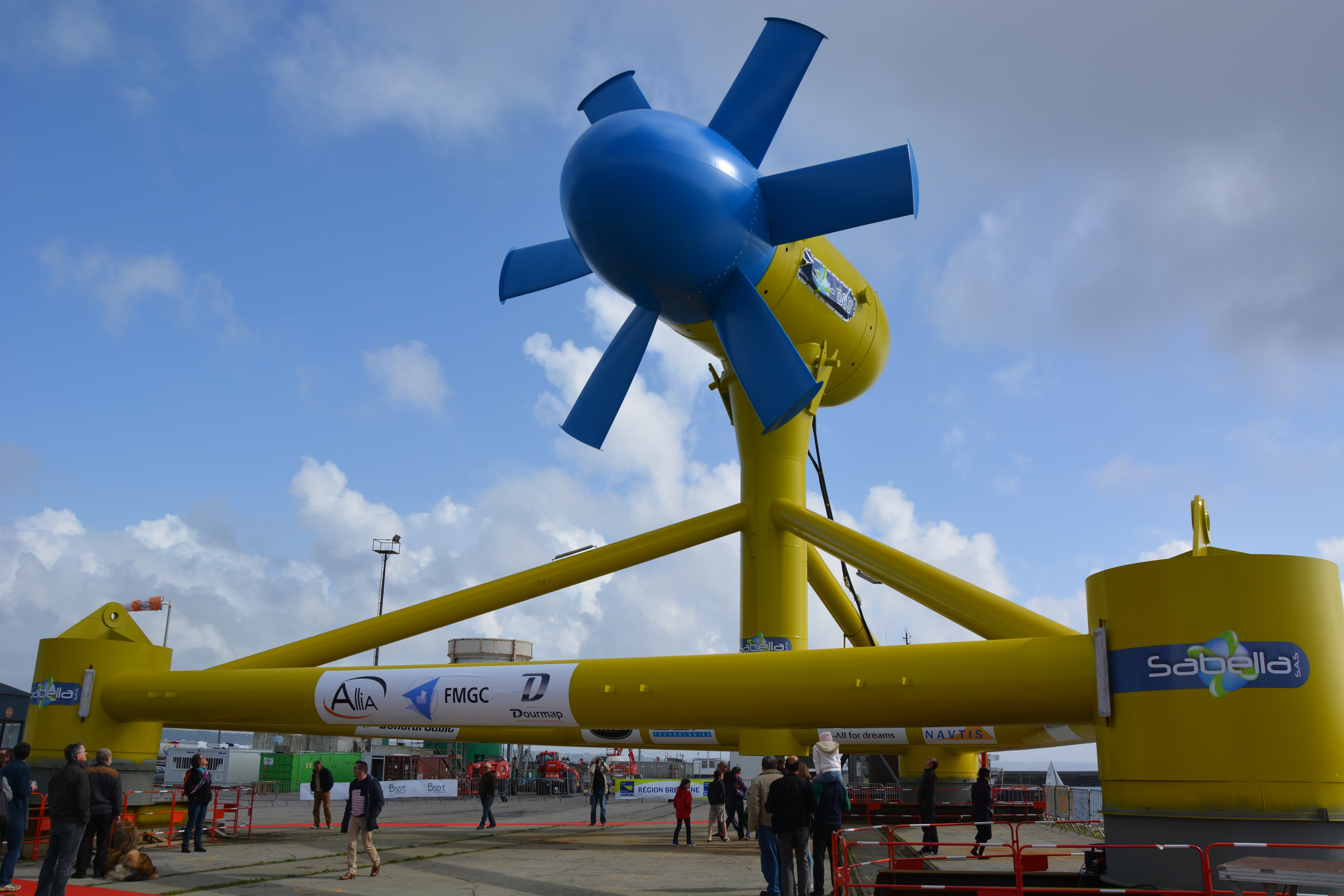
Hydrolienne Sabella installée dans le passage du Fromveur.

Naval Énergies, branche énergie de Naval Group (ex-DCNS), construit sur le port de Cherbourg-en-Cotentin la première usine d'assemblage et de maintenance d'hydroliennes, d'une capacité de 25 turbines par an ; son entrée en service est prévue au premier trimestre 2018 ; elle permettra d'alimenter le projet de ferme pilote au raz Blanchard, en partenariat avec EDF Énergies Nouvelles, avec l'installation de sept turbines. Prévu initialement pour 2018, le raccordement au réseau électrique est désormais attendu en 2020. Le 26 juillet 2018, Naval Energies annonce la fin de ses investissements dans l'hydrolien. L'usine inaugurée jeudi 14 juin 2018 ferme un mois plus tard.
En avril 2025, l'Union européenne (UE) accorde un financement de 20 millions d'euros à HydroQuest, leader mondial de l'hydrolien marin, et l'énergéticien Qair, pour une ferme hydrolienne, baptisée FloWatt, qui a déjà obtenu 75 millions d'euros accordés par l'État français dans le cadre de France 2030 et un tarif d'achat préférentiel pour son électricité produite compris entre 255 et 310 €/MWh. L'UE avait déjà accordé en mars 2025 un financement de 31,3 millions d'euros au projet NH1 de Normandie Hydroliennes, groupement qui réunit Marine Renewables, actionnaire britannique majoritaire, Normandie Participations pour la région Normandie et l'industriel normand Efinor. Ces deux projets doivent s'implanter au nord-ouest du département de la Manche, au large de Cherbourg-en-Cotentin. FloWatt, estimé à plus de 150 millions d'euros d'investissement, devrait être lancé fin 2026-début 2027. Il prévoit l'implantation d'une ferme hydrolienne d'une puissance de 17 MW, composée de 6 turbines à axe vertical construites dans les ateliers de CMN. Sa mise en service est prévue en 2028. NH1, dont le montant est évalué à 90 millions d'euros, comprendra une ferme pilote de 4 machines sous-marines AR3000 de 3 MW, assemblées chez Efinor à Cherbourg-en-Cotentin, pour une puissance totale de 12 MW.

## Développements dans le monde

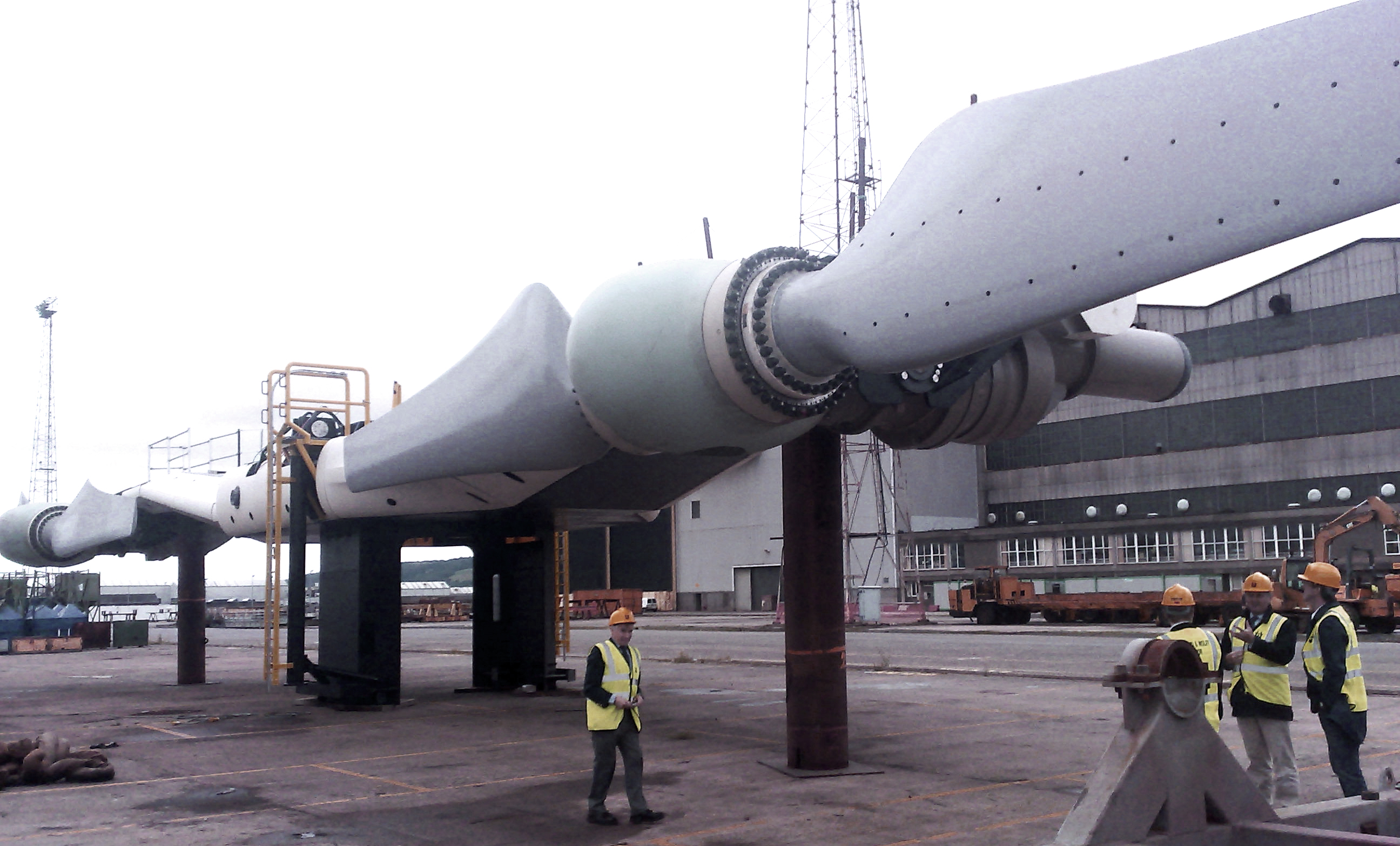
Les rotors du SeaGen aux chantiers Harland and Wolff à Belfast.

Plusieurs entreprises britanniques et françaises se sont spécialisées dans le domaine, mais la technologie hydrolienne est encore proche du stade expérimental : des coûts d'investissements élevés pour un tarif d'achat de l'électricité assez faible peuvent pour l'instant faire reculer les investisseurs.
Les projets les plus avancés concernent à ce jour essentiellement la Grande-Bretagne, le Raz Blanchard et le Passage du Fromveur en France.

### Royaume-Uni
La compagnie londonienne TidalStream a mis au point en 2006-2007 un système d'hydroliennes d'une capacité de 2 et 10 MW adapté aux eaux profondes et aux courants marins rapides, pour la production d'électricité. La « turbine semi-submersible » (SST) nommée « Triton » comporte quatre turbines montées sur une bouée tubulaire placée verticalement et amarrée au fond de la mer par un bras pivotant. Ce bras sert à l'installation et la maintenance des turbines et supprime les travaux sous-marins coûteux et dangereux. Le prototype testé à Pentland Firth comporte quatre turbines aux rotors de 20 m de diamètre pour une puissance maximale de 4 MW. Les futures turbines auront un diamètre de 6 m et pourront être déposées jusqu'à 60 à 90 m de fond. Les rotors tourneront lentement (12 m/s, à comparer à 70 m/s pour une éolienne) . Le coût de l'électricité pourrait atteindre 0,045 €/kWh. Selon TidalStream, le système sera compétitif avec les éoliennes offshore et onshore, et aurait pu être opérationnel dès 2010.
En septembre 2010, a été inaugurée en Écosse la plus grande hydrolienne du monde (22,5 m de hauteur, un rotor de 18 m de diamètre). Conçue par Atlantis Resources Corporation, ce modèle AK1000 pèse 130 tonnes et devrait produire 1 MW.
La première ferme hydrolienne de taille commerciale a été installée dans un bras de mer traversé par de forts courants entre la pointe nord-est de l’Écosse et la petite île de Stroma, par l’entreprise Meygen, filiale du développeur australien Atlantis, lui-même détenu à 42 % par la banque Morgan Stanley. Meygen a dans un premier temps installé, par 40 m de fond, quatre hydroliennes de 1,5 MW de puissance chacune pour une trentaine de mètres de hauteur. Les fondations ont été construites en 2015 pour permettre d'installer en 2016 et 2017 les quatre hydroliennes, l’une construite par la maison-mère Atlantis et trois autres par le norvégien Andritz Hydro Hammerfest. La première fondation a été installée en septembre 2016 et les quatre hydroliennes ont été mises en service et raccordées au réseau électrique en 2017. Meygen ambitionne de déployer ensuite 269 turbines pour une puissance totale de 398 MW d’ici dix ans. Elle table sur un facteur de charge d'environ 40 %, nettement meilleur que celui des éoliennes. La première phase du financement a été bouclée : 51 millions de livres (65,2 M€) levés sous toutes les formes — titres, dettes, subventions. Le gouvernement britannique a apporté son soutien au projet en fixant un prix de rachat de 305 livres (390 €) par mégawatt-heure, au moins jusqu’en 2019, soit deux fois plus que pour l’éolien en mer. La filière hydrolienne espère pouvoir rivaliser d’ici dix ans avec les coûts actuels de l’éolien offshore, grâce à l'industrialisation de la fabrication et de la pose des hydroliennes.
Les Allemands Siemens et Voith Hydro ont abandonné la technologie hydrolienne ; seuls l'Autrichien Andritz et le Singapourien Atlantis Resources (basé en Écosse) sont encore actifs, notamment sur le projet MeyGen en Écosse.

### Québec
Un projet d’Hydro-Québec a démarré durant l'été de 2010 concernant la mise en place d’une hydrolienne à axe horizontal, conçue et construite au Québec et d'une capacité de  250 kW, qui était immergée dans le fleuve Saint-Laurent près du Vieux-Port de Montréal. Elle pouvait produire l'équivalent de la consommation de 750 foyers. La société chargée de ce projet a fait faillite en juillet 2014.
Une jeune entreprise, Idénergie, propose une hydrolienne portable destinée à alimenter une ou plusieurs résidences à partir d'une rivière. Pour rendre leur concept accessible à tous, ils ont développé un système d'entraînement sans arbre entre la turbine et le générateur. Ce concept limite grandement l'entretien nécessaire au bon fonctionnement. La machine a aussi l'avantage de fonctionner dans un courant d'eau peu profond et de dégager des rendements intéressants même à basse vitesse. Elles pourront être connectées en parallèle pour permettre la création de petits parcs.

### Norvège
Un projet de parc d'hydroliennes baptisé Hammerfest Strøm est en développement.

### Congo
La société EcoCinetic basé à  la Rochelle  a développé à Moulenda (Congo) un projet de micro-éolienne capable d'alimenter un village. La société espère faire de cette réalisation un démonstrateur pour le développement durable de micro-ressources électriques en  Afrique équatoriale.

## Sociétés spécialisées dans l'hydrolien
- Ecocinetic (France)
- Eel-Energie
- Guinard Énergie[132] (France)
- Hedro-gen (France)[39].
- HydroQuest
- Sabella (France)
- Simec Atlantis (R-U)
- Tidalstream (R-U)